# Necropoli delle mura del Cremlino

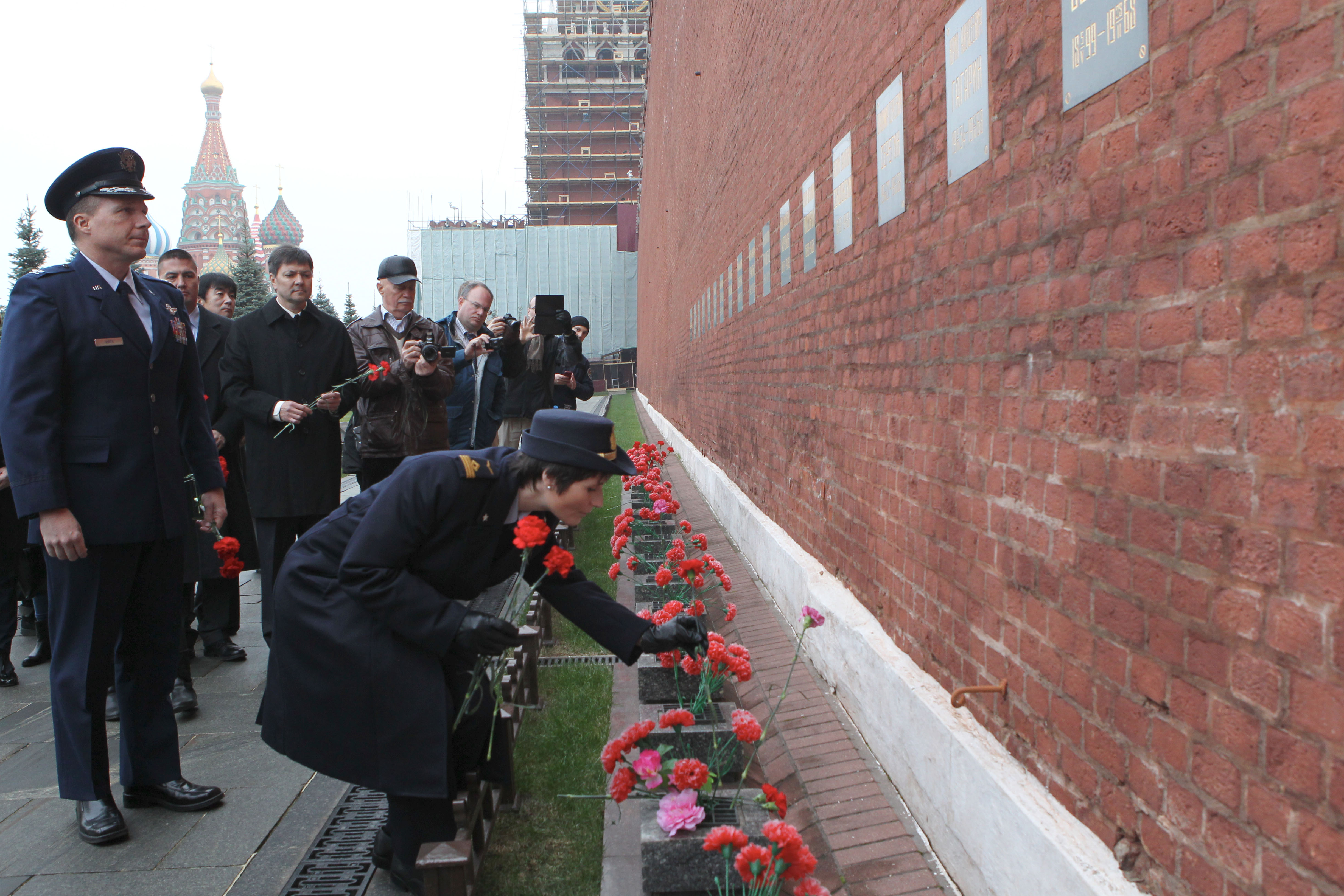
L'astronauta italiana Samantha Cristoforetti depone fiori sulle tombe dei cosmonauti sovietici alle mura del Cremlino, 6 novembre 2014

La necropoli delle mura del Cremlino (in russo Некрополь у Кремлёвской стены?, Nekropol' u Kremlëvskoj steny) è un cimitero di Mosca, collocato nella Piazza Rossa, lungo le mura del Cremlino e nelle mura stesse.

## Storia
Vi sono sepolti partecipanti alla Rivoluzione d'ottobre, politici, militari e cosmonauti sovietici e alcuni militanti rivoluzionari di altre nazionalità. Le prime sepolture nella necropoli risalgono al novembre 1917, mentre l'ultima fu quella del Segretario generale del PCUS Konstantin Černenko nel 1985. Nel 1924 vi fu eretto il Mausoleo di Lenin.

## Persone sepolte nella necropoli del Cremlino

### Mausoleo
- Vladimir Il'ič Lenin (1870-1924)

### Tombe monumentali
- Konstantin Ustinovič Černenko (1911-1985)
- Semën Michajlovič Budënnyj (1883-1973)
- Kliment Efremovič Vorošilov (1881-1969)
- Andrej Aleksandrovič Ždanov (1896-1948)
- Michail Vasil'evič Frunze (1885-1925)
- Jakov Michajlovič Sverdlov (1885-1919)
- Leonid Il'ič Brežnev (1906-1982)
- Feliks Ėdmundovič Dzeržinskij (1877-1926)
- Jurij Vladimirovič Andropov (1914-1984)
- Michail Ivanovič Kalinin (1875-1946)
- Iosif Stalin (1878-1953)
- Michail Andreevič Suslov (1902-1982)

### Urne
| Lato sinistro | Lato destro |
| --- | --- |
| 1. Grigorij Konstantinovič Ordžonikidze (1886-1937) 2. Sergej Mironovič Kirov (1886-1934) 3. Valerian Vladimirovič Kujbyšev (1888-1935) 4. Aleksej Maksimovič Gor'kij (1868-1936) 5. Marija Il'inična Ul'janova (1878-1937) 6. Valerij Pavlovič Čkalov (1904-1938) 7. Nadežda Konstantinovna Krupskaja (1869-1939) 8. Anatolij Konstantinovič Serov (1910-1939) 9. Polina Denisovna Osipenko (1907-1939) 10. Marina Michajlovna Raskova (1912-1943) 11. Grigorij Panteleevič Kravčenko (1912-1943) 12. Konstantin Dmitrievič Pamfilov (1901-1943) 13. Emel'jan Michajlovič Jaroslavskij (1878-1943) 14. Klavdija Ivanovna Nikolaeva (1893-1944) 15. Boris Michajlovič Šapošnikov (1882-1945) 16. Aleksandr Sergeevič Ščerbakov (1901-1945) 17. Vladimir Petrovič Potëmkin (1878-1946) 18. Vasilij Vasil'evič Vachrušev (1902-1947) 19. Rozalija Samojlovna Zemljačka (1876-1947) 20. Fëdor Ivanovič Tolbuchin (1894-1949) 21. Michail Fëdorovič Vladimirskij (1874-1951) 22. Aleksandr Illarionovič Efremov (1904-1951) 23. Lev Zacharovič Mechlis (1889-1953) 24. Matvej Fëdorovič Škirjatov (1883-1954) 25. Anatolij Nikolaevič Kuz'min (1903-1954) 26. Andrej Januar'evič Vyšinskij (1883-1954) 27. Leonid Aleksandrovič Govorov (1897-1955) 28. Pavel Aleksandrovič Judin (1902-1956) 29. Ivan Alekseevič Lichačëv (1896-1956) 30. Ivan Isidorovič Nosenko (1902-1956) 31. Avraamij Pavlovič Zavenjagin (1901-1956) 32. Vjačeslav Aleksandrovič Malyšev (1902-1957) 33. Sergej Jakovlevič Žuk (1892-1957) 34. Grigorij Ivanovič Petrovskij (1878-1958) 35. Ivan Fëdorovič Tevosjan (1902-1958) 36. Gleb Maksimilianovič Kržižanovskij (1872-1959) 37. Igor' Vasil'evič Kurčatov (1903-1960) 38. Mitrofan Ivanovič Nedelin (1902-1960) 39. Michail Vasil'evič Chruničev (1901-1961) 40. Boris L'vovič Vannikov (1897-1962) 41. Andrej Vasil'evič Chrulëv (1892-1962) 42. Aleksej Innokent'evič Antonov (1896-1962) 43. Nikolaj Aleksandrovič Dygaj (1908-1963) 44. Vladimir Alekseevič Kučerenko (1909-1963) 45. Otto Vil'gel'movič Kuusinen (1881-1964) 46. Sergej Semënovič Birjuzov (1904-1964) 47. Frol Romanovič Kozlov (1908-1965) 48. Sergej Vladimirovič Kurašov (1910-1965) 49. Sergej Pavlovič Korolëv (1907-1966) 50. Aleksandr Petrovič Rudakov (1910-1966) 51. Nikolaj Grigor'evič Ignatov (1901-1966) 52. Elena Dmitrievna Stasova (1873-1966) 53. Rodion Jakovlevič Malinovskij (1898-1967) 54. Vladimir Michajlovič Komarov (1927-1967) 55. Nikolaj Nikolaevič Voronov (1899-1968) 56. Jurij Alekseevič Gagarin (1934-1968) 57. Vladimir Sergeevič Serëgin (1922-1968) 58. Vasilij Danilovič Sokolovskij (1897-1968) 59. Konstantin Konstantinovič Rokossovskij (1896-1968) 60. Kirill Afanas'evič Mereckov (1897-1968) 61. Semën Konstantinovič Timošenko (1895-1970) 62. Andrej Ivanovič Erëmenko (1892-1970) 63. Nikolaj Michajlovič Švernik (1888-1970) 64. Georgij Timofeevič Dobrovol'skij (1928-1971) 65. Vladislav Nikolaevič Volkov (1935-1971) 66. Viktor Ivanovič Pacaev (1933-1971) 67. Matvej Vasil'evič Zacharov (1898-1972) 68. Nikolaj Ivanovič Krylov (1903-1972) 69. Ivan Stepanovič Konev (1897-1973) 70. Andrej Antonovič Grečko (1903-1976) 71. Ivan Ignat'evič Jakubovskij (1912-1976) | 1. William Dudley Haywood (1869-1928) 2. Jenő Landler (1875-1928) 3. Arthur MacManus (1889-1927) 4. Charles Emil Ruthenberg (1882-1927) 5. Miron Konstantinovič Vladimirov (1879-1925) 6. Dmitrij Fëdorovič Ustinov (1908-1984) 7. Leonid Arkad'evič Kostandov (1915-1984) 8. Arvid Janovič Pel'še (1899-1983) 9. Ivan Christoforovič Bagramjan (1897-1982) 10. Aleksej Nikolaevič Kosygin (1904-1980) 11. Fëdor Davydovič Kulakov (1918-1978) 12. Mstislav Vsevolodovič Keldyš (1911-1978) 13. Aleksandr Michajlovič Vasilevskij (1895-1977) 14. Georgij Konstantinovič Žukov (1896-1974) 15. Sergej Sergeevič Kamenev (1881-1936) 16. Aleksandr Petrovič Karpinskij (1846-1936) 17. Fritz Heckert (1884-1936) 18. Ivan Pavlovič Tovstucha (1889-1935) 19. Pëtr Germogenovič Smidovič (1874-1935) 20. Valerian Savel'evič Dovgalevskij (1885-1934) 21. Vjačeslav Rudol'fovič Menžinskij (1874-1934) 22. Aleksandr Matveevič Štejngart (1887-1934) 23. Il'ja Davydovič Usyskin (1910-1934) 24. Andrej Bogdanovič Vasenko (1899-1934) 25. Pavel Fëdorovič Fedoseenko (1898-1934) 26. Anatolij Vasil'evič Lunačarskij (1875-1933) 27. Sen Katayama (1859-1933) 28. Abram Zinov'evič Gol'cman (1894-1933) 29. Pëtr Ionovič Baranov (1892-1933) 30. Sergej Ivanovič Gusev (1874-1933) 31. Aleksej Ivanovič Sviderskij (1878-1933) 32. Michail Stepanovič Ol'minskij (1863-1933) 33. Aleksandr Mitrofanovič Stopani (1871-1932) 34. Kuprijan Osipovič Kirkiž (1888-1932) 35. Michail Nikolaevič Pokrovskij (1868-1932) 36. Pëtr Ivanovič Stučka (1865-1932) 37. Jurij Larin (1882-1932) 38. Vladimir Kiriakovič Triandafillov (1894-1931) 39. Michail Sil'vestrovič Michajlov-Ivanov (1894-1931) 40. Ivan Ivanovič Lepse (1889-1929) 41. Ivan Ivanovič Skvorcov-Stepanov (1870-1928) 42. Aleksandr Dmitrievič Cjurupa (1870-1928) 43. Leonid Borisovič Krasin (1870-1926) 44. Clara Zetkin (1857-1933) |

### Fosse comuni

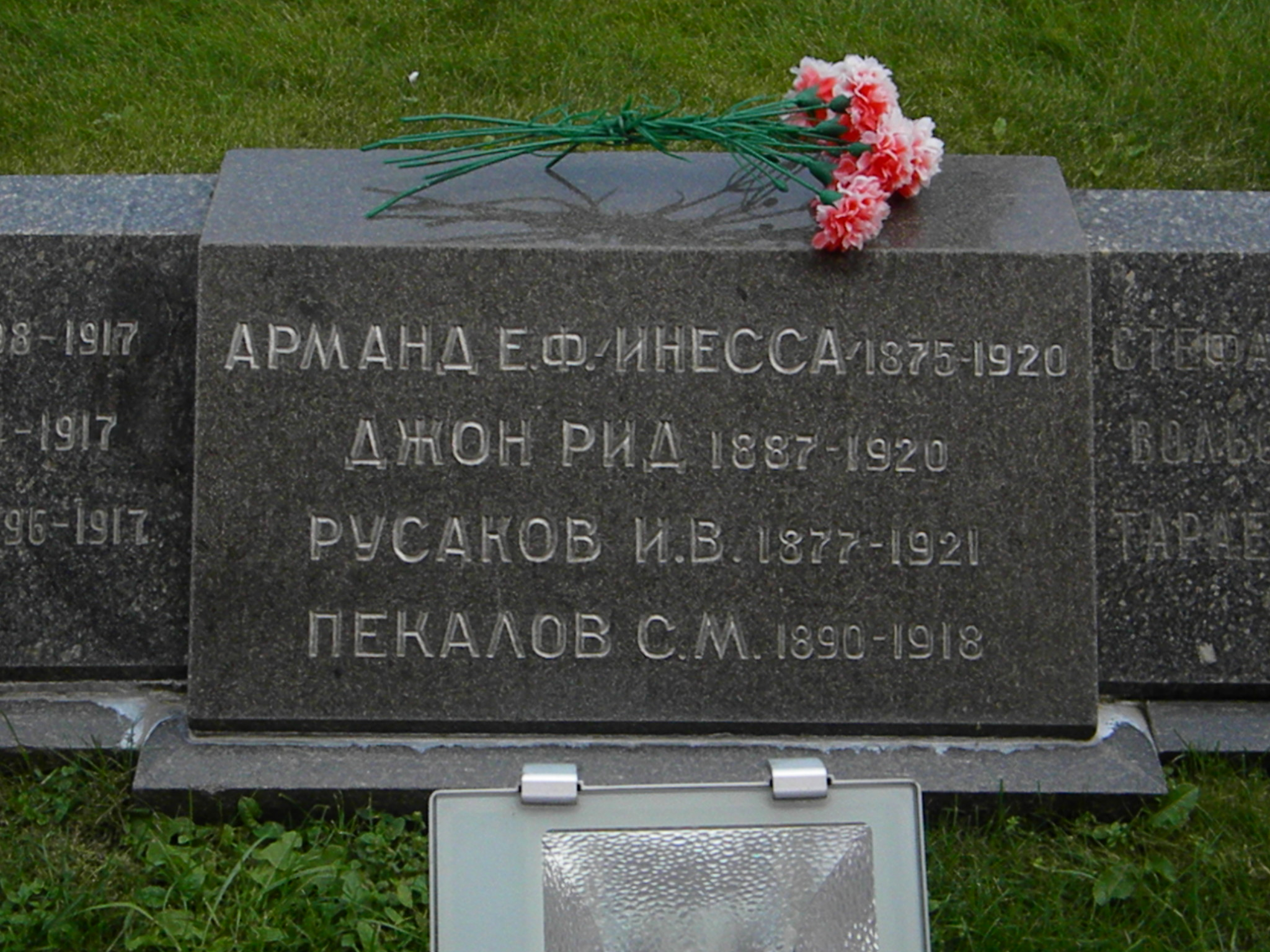
Lapide a ricordo di Inessa Armand, John Reed, Ivan Rusakov e Semën Pekalov nell'area delle fosse comuni

Le fosse comuni contengono presumibilmente i resti di oltre 300 persone, di 111 delle quali l'identità è nota.
1917
- Pavlik Andreev, Timofej Andreevič Baskakov, Jan Matisovič Val'dovskij, Olga Wever, Otto Karlovič Virzemnek, Vasilij Ermolaevič Vojtovič
- Evgenij Nikolaevič Sapunov, Aleksandr Petrovič Voronov, Grigorij Alekseevič Skvorcov, Aleksandr Timofeevič Timofeev, Anton Petrovič Zaporožec, Ivan Alekseevič Nazarov, Michail Timofeevič Usol'cev, Nikolaj Rodionovič Trunov, Jakov Vasil'evič Gavrikov, S. V. Vladimirov, Andrej Alekseevič Injušev, T. F. Nedelkin, G. Timofeev.
- Iosif Antonovič Dudinskij, S. Agafošin, S. Gorjunov, Zvonov, I. Zimin, I. Ivanov, S. Kokorev, A. Kosarev, P. Kospjanik, V. Krašenil'nikov, A. Leščikov, F. Lizenko, F. Lysenkov, I. Petuchov, V. Romanov, M. Ryžev, A. Smirnov, F. Sologudinov, Sopljakov, S. Fedorov, S. Chochlov, S. Cipljakov, V. Šefarevič
- Grigorij Luk'janovič Egalin, Jan Ekabovič Zvejnek, Aleksandr Andrianovič Kireev
- Ljusik Artem'evna Lisinova, Lev Fëdorovič Michajlov, Vasilij Evlampievič Morozov
- G. V. Tomskij, F. Drozdov, D. Esaulov
- Sacharov, Nikolaj Michajlovič Snegirëv, Illarion Grigor'evič Stepančev, Aleksandr Artamonovič Sucharev, Sergej Aleksandrovič Širjaev, Pëtr Petrovič Ščerbakov

1918
- Aleksandr Ivanovič Vantorin, Pavel Grigor'evič Tjapkin, Il'ja Sergeevič Ėrov
- Feliks Kazemirovič Barasevič, Aleksandr Vikent'evič Gadomskij, Martyn Draunyn', Pëtr Alekseevič Zasuchin, Aleksandr Vasil'evič Kvardakov, Aleksandr Ambrosievič Kučutenkov, Semën Matveevič Pekalov, Nikolaj Nikolaevič Prjamikov, Ivan Ivanovič Smilga, Anton Chorak, Egor Petrovič Švyrkov

1919
- Genrich Petrovič Zvejnek, Vladimir Michajlovič Zagorskij, Marija Volkova, Irina Matveevna Ignatova, Abram L'vovič Kvaš, Kolbin, Nikolaj Nikolaevič Kropotov, Anfisa Fëdorovna Nikolaeva, Georgij Nikitič Razorenov-Nikitin, Aleksandr Kononovič Safonov, Grigorij Vasil'evič Titov, Anna Nikolaevna Chaldina, Solomon Natanovič Tankus, Mark Isaevič Mokrjak, Anton Vladimirovič Stankevič

1920
- Vadim Nikolaevič Podbel'skij, Jakov Ivanovič Bočarov, Ivan Michajlovič Chomjakov, Michail Petrovič Janyšev, Augusta Aasen, Inessa Armand, John Reed, Vitalij Dmitrievič Kovšov

1921
- Lev Jakovlevič Karpov, Ivan Vasil'evič Rusakov
- Valerian Ivanovič Abakovskij, Fëdor Andreevič Sergeev (Artëm), Oskar Helbrück (Gel'brik), Ivan Konstantinov, Otto Strupat, John Freeman, William John Hewlett

1922 
- Efim Lavrent'evič Afonin, Ivan Jakovlevič Žilin

1923
- Vaclav Vaclavovič Vorovskij, Dora Moiseevna Vorovskaja

1924
- Viktor Pavlovič Nogin, Vasilij Matveevič Ligačëv

1925
- Nariman Narimanov

1927
- Pëtr Lazarevič Vojkov

## Galleria d'immagini

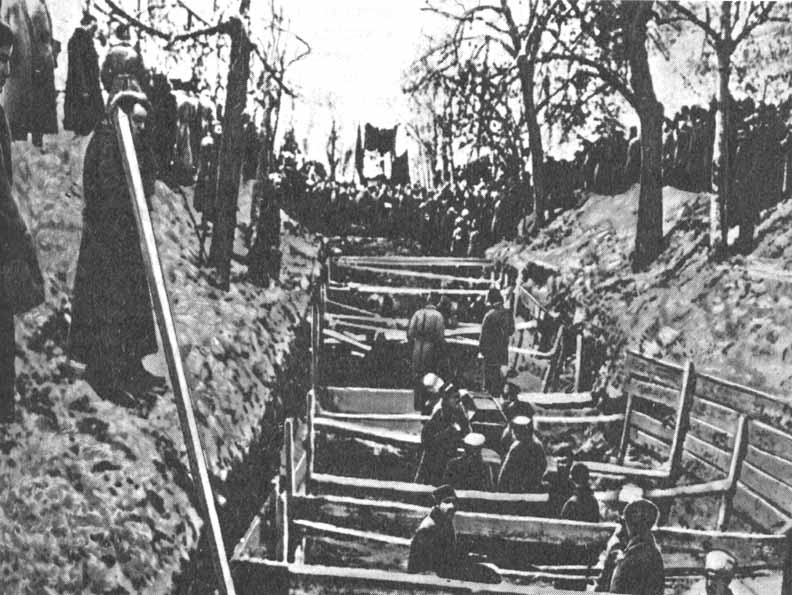
Le prime sepolture il 10 novembre 1917
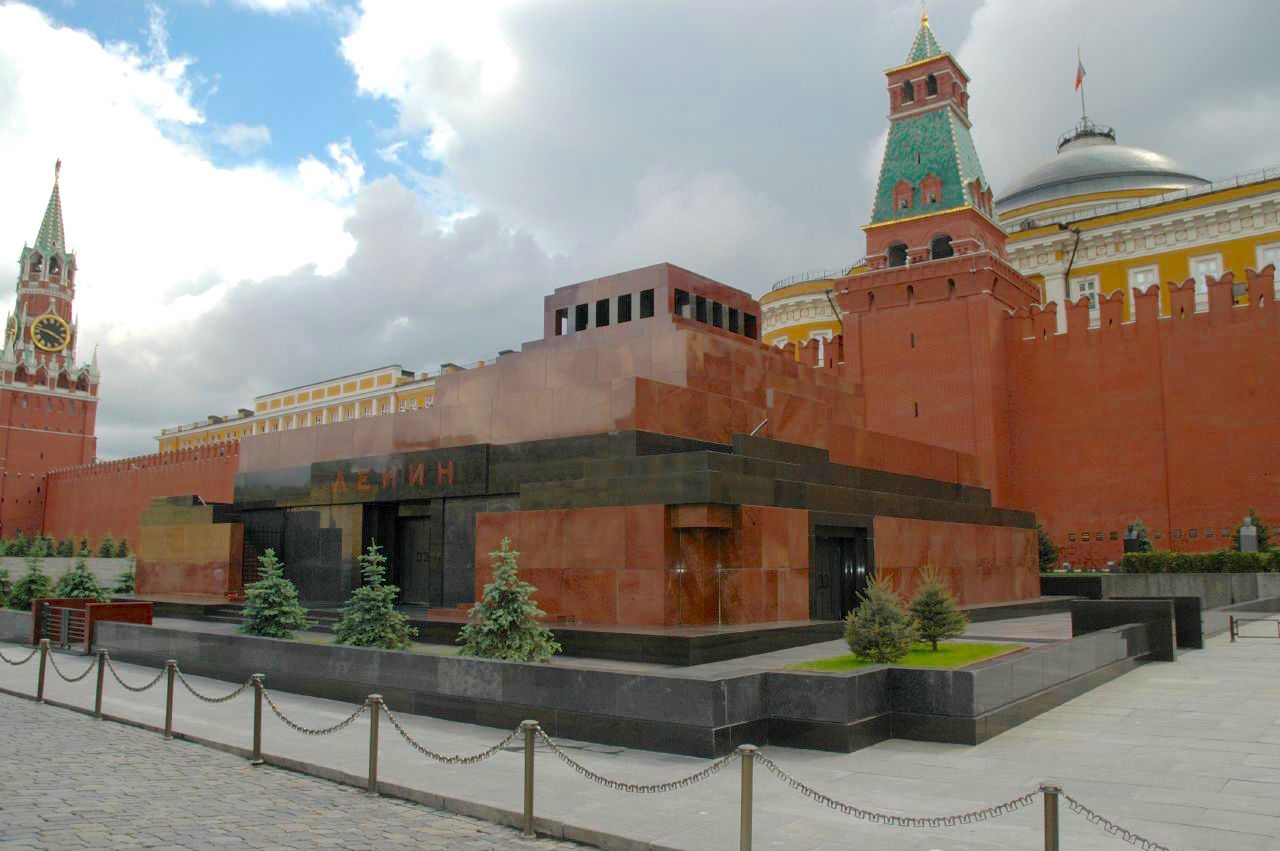
Il Mausoleo di Lenin
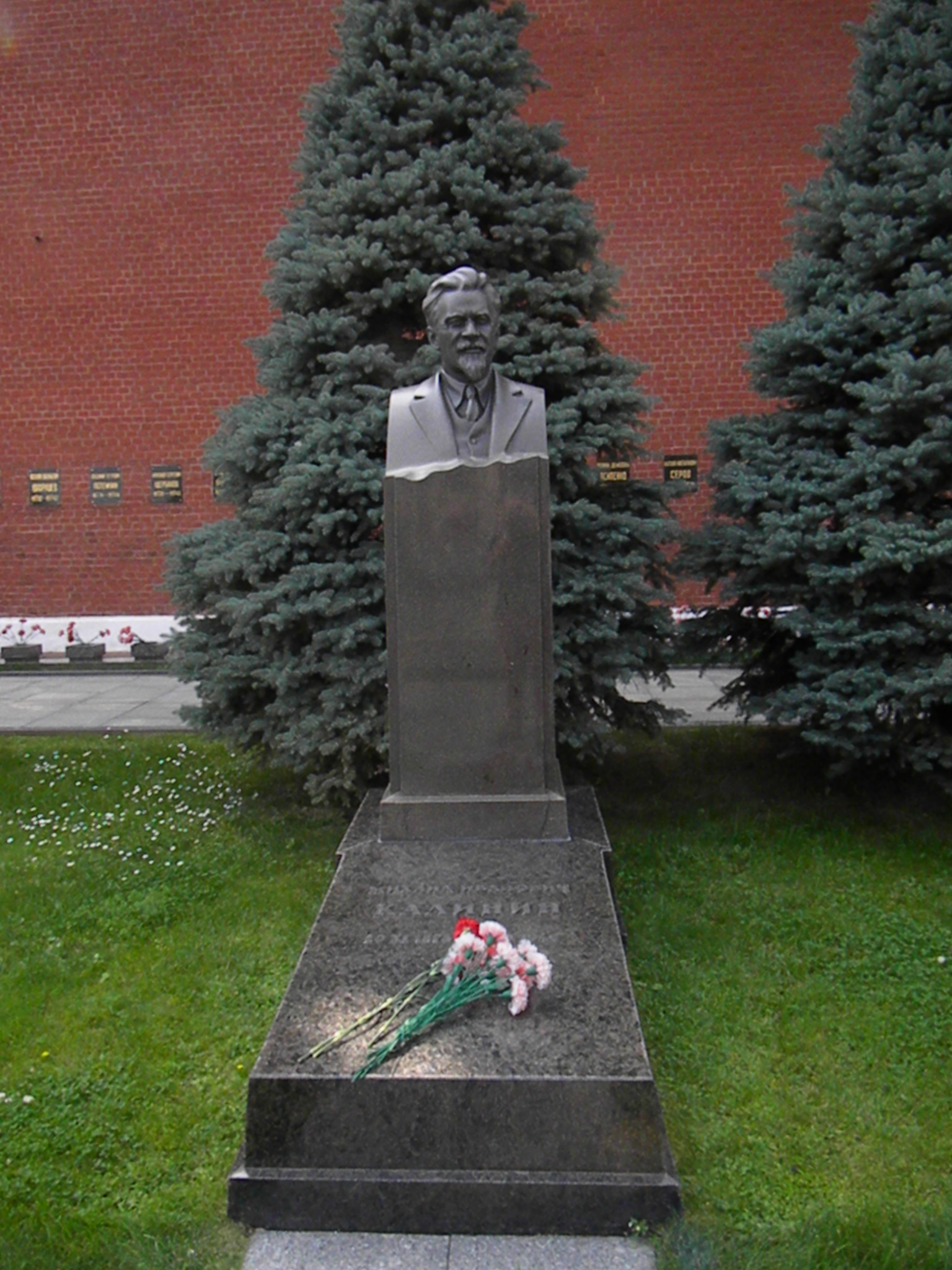
La tomba di Michail Kalinin
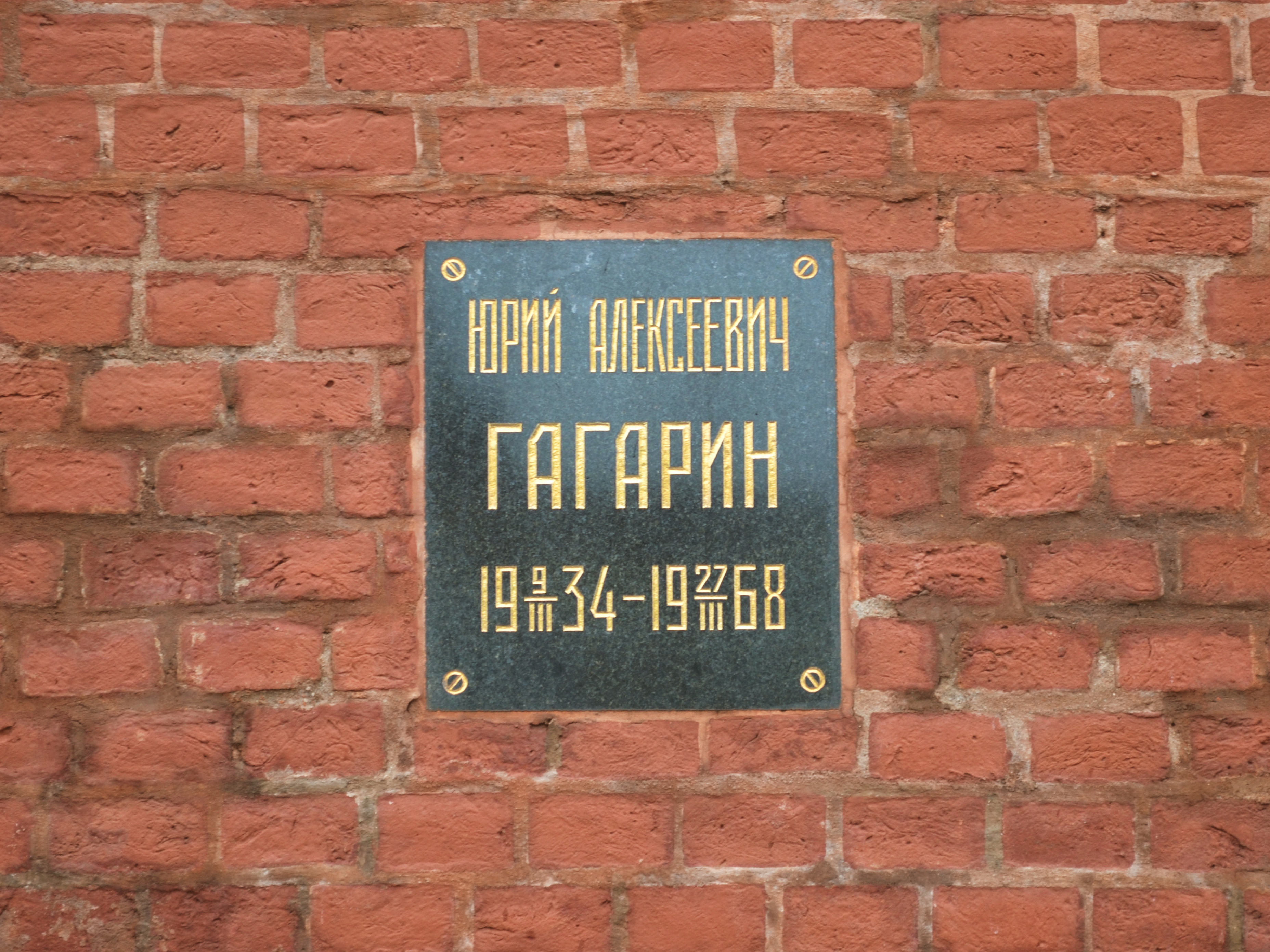
La tomba di Jurij Gagarin sulle mura
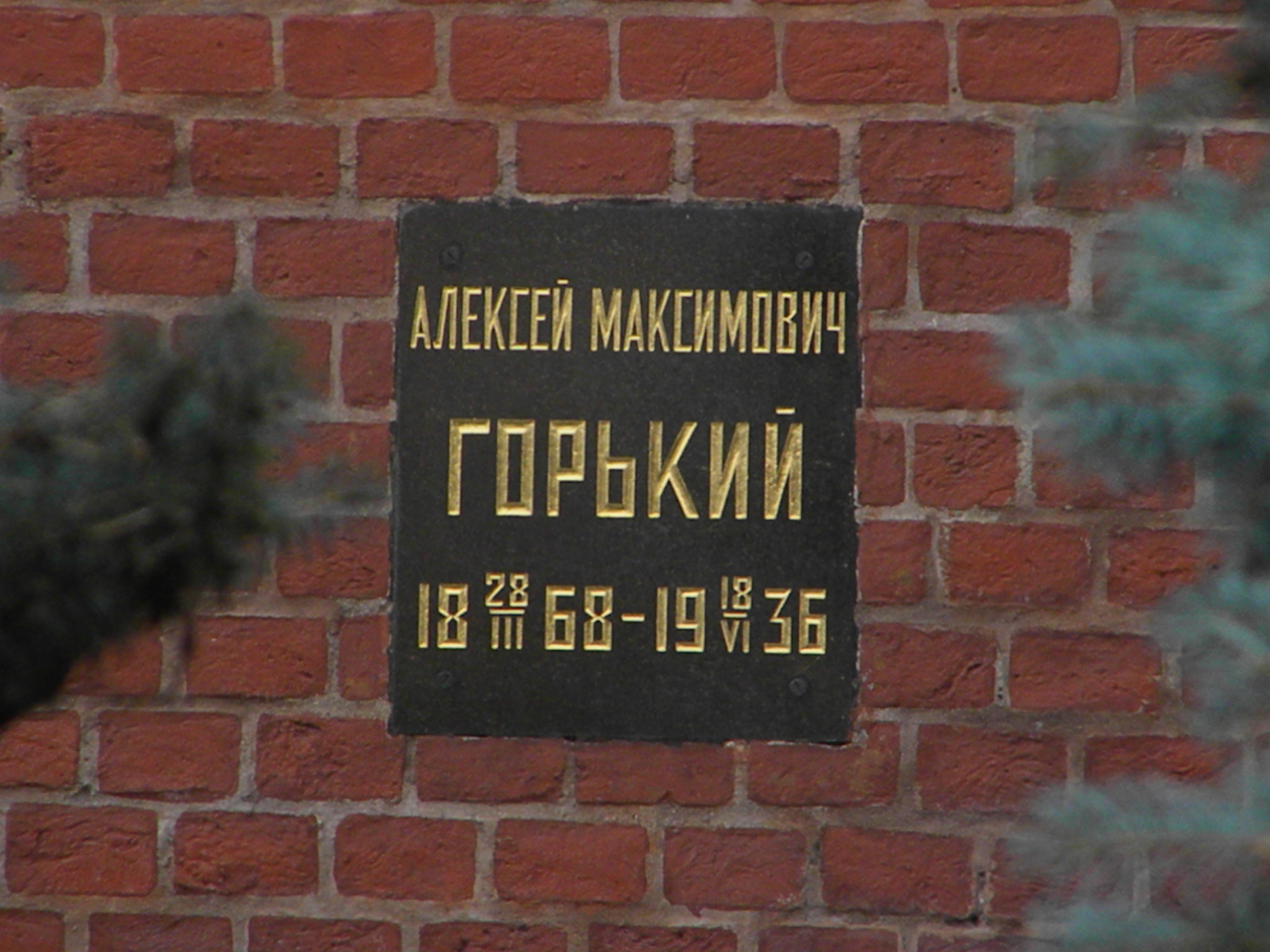
La tomba di Maksim Gor'kij
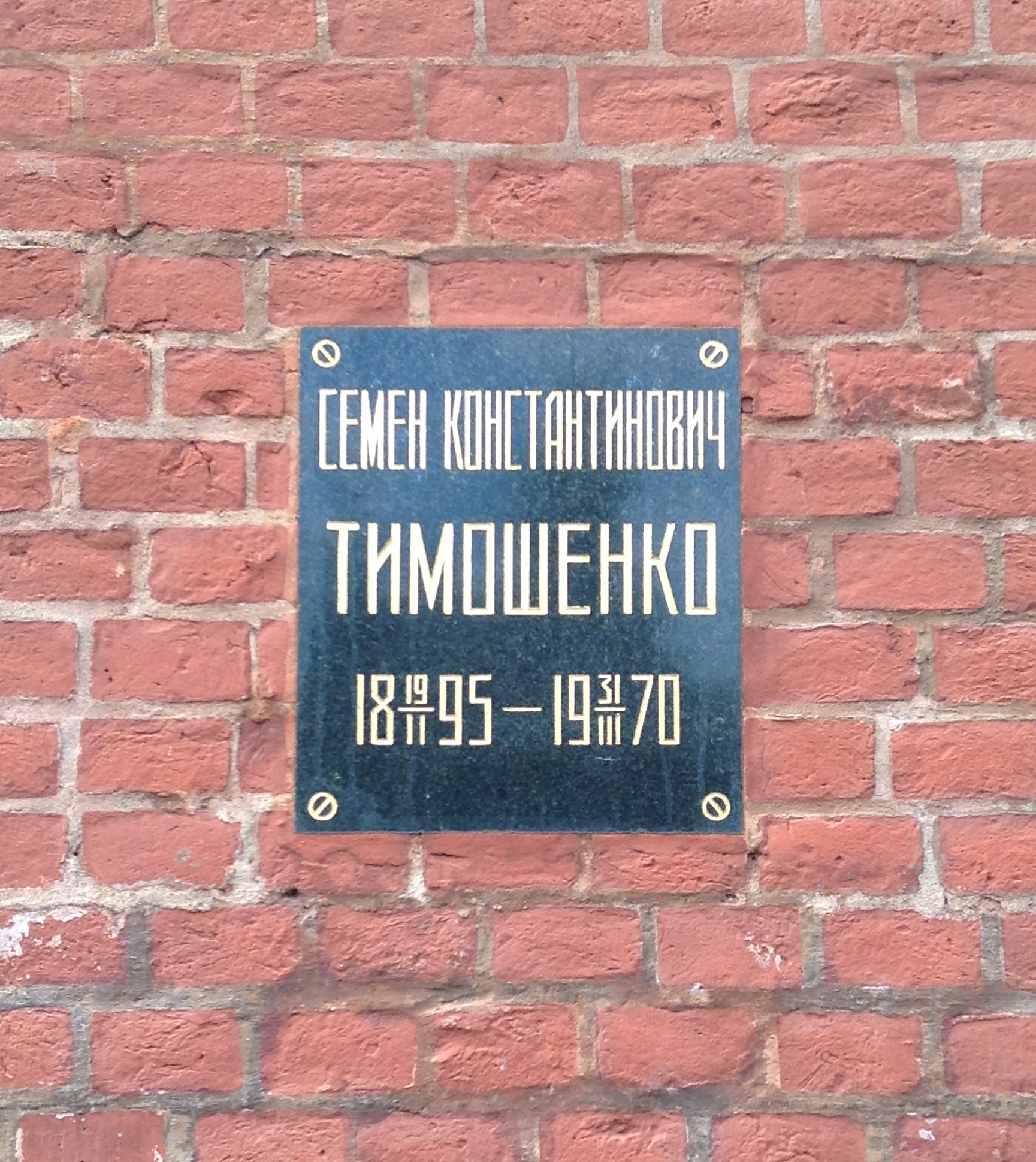
La tomba di Semën Timošenko